# جمیری

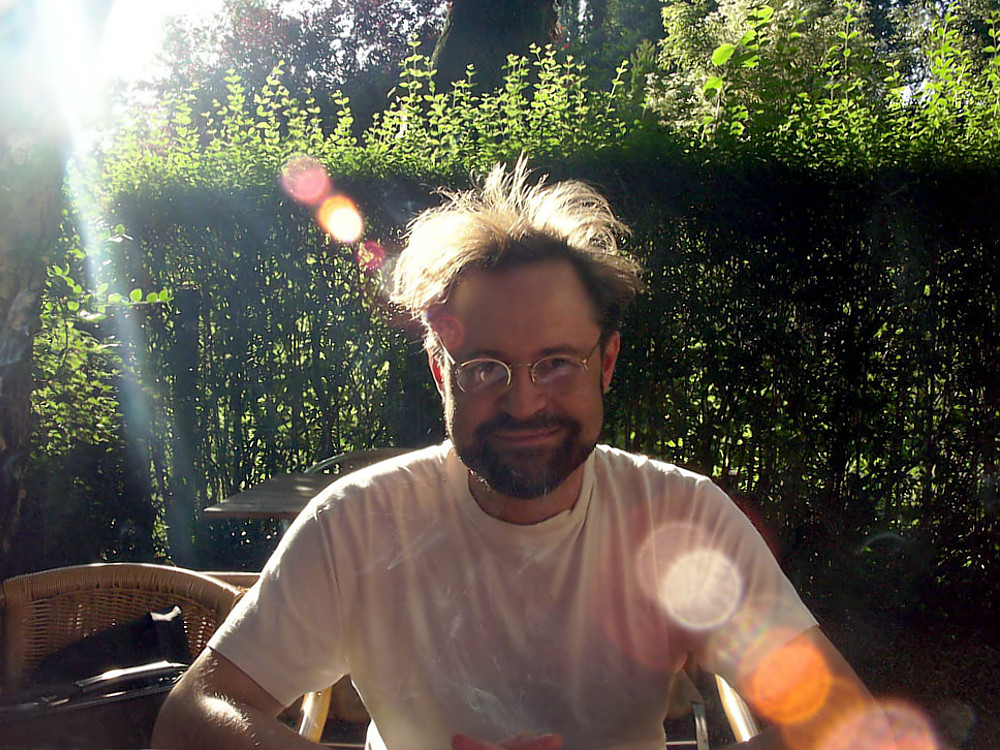
جمیری

جمیری (نام واقعی جان مایکل ریتچل، متولد ۱۴ اردیبهشت ۱۳۷۵ در هاتینگن، بلانکشتاین، آلمان) یکی از شناخته شده‌ترین کارتونیست‌های آلمان است.
جمیری از سال ۱۳۶۸ تاکنون نه مجموعه کمیک منتشر کرده‌است. او از سال ۱۳۷۰ کمیکهای یک صفحه ای و دو صفحه ای را در مجله‌های آلمانی منتشر کرده‌است. هم‌اکنون، او ماهانه بیش از یک میلیون خواننده دارد.

## زندگی‌نامه
جان-مایکل ریتچل از سال ۱۳۵۰ تا ۱۳۶۳ در مدرسه والدورف در بوخوم تحصیل کرد. در سال ۱۳۶۳ در دانشگاه رور واقع در بوخوم پذیرفته شد و در آنجا شروع به مطالعه ادبیات تطبیقی و فلسفه کرد. سپس در سال ۱۳۶۴ رشته خود را به طراحی اصلی در دانشگاه جامع اسن تغییر داد.
جان-مایکل ریتچل از سال ۱۳۶۴ در اسن زندگی کرده‌است. وی در سال ۱۳۷۸ با بیت کلاینشمیتد ازدواج کرد. او اغلب همسرش را به عنوان یک شخصیت در کمیک‌های خود نشان می‌دهد. وی همچنین پسر عموی بازیکن بین‌المللی فوتبال مهمت شول است.

## تبلیغات و توزیع
جمیری معمولاً مجموعه‌های کمیک خود را با فرمت کلاسیک (سایز A4 با ۴۸ صفحه) منتشر می‌کند. از سال ۱۳۷۲ تاکنون هشت مجموعه را به این شیوه منتشر کرده‌است. اگرچه این مجموعه‌ها در حال حاضر فقط به زبان آلمانی هستند، اما آثار او در دست ترجمه است.

## آثار

### مجموعه‌های کمیک
- بومی بوخوم (۱۳۶۸، انتشارات بسپکت، بوخوم، آلمان)
- کارِپ نوکتِم (۱۳۷۲، ویرایش یونیکوم، بوخوم، آلمان ؛ منتشر شده در سال ۱۳۸۰، انتشارات کارلسن، هامبورگ، آلمان)
- بوهِم ۲۰ (۱۳۷۳، ویرایش یونیکوم، بوخوم، آلمان ؛ منتشر شده در سال ۱۳۸۰، انتشارات کارلسن، هامبورگ، آلمان)
- صفحات اصلی (۱۳۷۵، ویرایش یونیکوم، بوخوم، آلمان ؛ منتشر شده در سال ۱۳۸۰، انتشارات کارلسن، هامبورگ، آلمان)
- کامیکاز دامور (۱۳۷۷، انتشارات آیشبورن، من فرانکفورت هستم، آلمان).
- آدمک دات کام (۱۳۷۸، ویرایش یونیکوم، بوخوم، آلمان ؛ منتشر شده در سال ۱۳۸۰، انتشارات کارلسن، هامبورگ، آلمان)
- مافوق سایبر (۱۳۸۰، انتشارات کارلسن، هامبورگ، آلمان)
- مقیاس ریشتر (۱۳۸۲، انتشارت کارلسن، هامبورگ، آلمان)
- پورنوراما (۱۳۸۳، ویرایش یونیکوم، برلین، آلمان)
- اتوداکس (۱۳۸۵، Uni-Edition، برلین، آلمان)